# Pyrinia sucronaria
Pyrinia sucronaria är en fjärilsart som beskrevs av Charles Oberthür 1912. Pyrinia sucronaria ingår i släktet Pyrinia och familjen mätare. Inga underarter finns listade.